# Katharina Herz
Katharina Herz (née le 28 juillet 1979 à Ilmenau) est une chanteuse allemande.

## Biographie
Elle obtient ses premiers succès en 1998 en compagnie du trompettiste Torsten Benkenstein et remporte les télé-crochets de Carolin Reiber et d'Achim Mentzel. Elle étudie le chant à la Hochschule für Musik Franz Liszt Weimar et fait des tournées et des émissions de télévision. En 2004, elle commence une carrière solo.
En 2011, elle donne son premier festival dans sa ville natale avec, comme invités, Andy Borg, Die Schäfer, Ronny Gander et Sachsenkind Friedlinde. Elle le refait deux ans plus tard avec Rudy Giovannini, Die jungen Zillertaler et Marilena Kirchner.

## Discographie
- Addio 1998 (avec Torsten Benkenstein)
- Buona sera 1999 (avec Torsten Benkenstein)
- True love – Deine Liebe 2001 (avec Torsten Benkenstein)
- Spiel mir das Lied vom Abschied 2003 (avec Torsten Benkenstein)
- Wenn heut Nacht der Himmel brennt 2007
- Viel Gefühl 2007
- Die Liebe lebt 2011
- Weihnachtszauber mit Herz 2014

## Source de la traduction
- (de) Cet article est partiellement ou en totalité issu de l’article de Wikipédia en allemand intitulé « Katharina Herz » (voir la liste des auteurs).